# Boronia
Boronia é um género botânico pertencente à família Rutaceae.

## Espécies
- Boronia acanthoclada
- Boronia adamsiana
- Boronia affinis
- Boronia alata
- Boronia albiflora
- Boronia clavata
- Boronia falcifolia
- Boronia fraseri
- Boronia ledifolia
- Boronia megastigma
- Boronia microphylla
- Boronia mollis
- Boronia ovata
- Boronia safrolifera
- Boronia serrulata